# ヌミ・トルム
ヌミ・トルム（英語: Num-Torum, Numi-Torem, Numi-Turum, マンシ語: Нуми-То̄рум, 「上なる神」）は、オビ・ウゴル人（ハンティ人・マンシ人）の神話に登場する至高神・天父神である。
ヌミ・トルムは、英雄ミル・ススネ・フム (Mir-Susne-Hum, Мир-Суснэ-Хум) の父であり、また Postajankt-iki  (en)  を含む他の6人の息子と1人の娘の父でもある。
ヌミ・トルムの兄弟姉妹は、Hotel-Ekva（Хо̄тал-Э̄ква, 「太陽」）、Etposzojka（Э̄тпос-О̄йка, 「月」）、Naj-Ekva（Най-Э̄ква, 「火」）、Kuly-Otir (ru) （Куль-О̄тыр, 「冥界」）、そしてヌミ・トルムの妻でもある Kaltes-Ekwa (en)  (Калтэс-Э̄ква) である。
ハンティ人によると、ヌミ・トルムは天の最も高き処に住んでおり、ゆえに人々にとってヌミ・トルムに話しかけることは難しく、ヌミ・トルムの息子たちが彼に代わって相談を受けるという。ヌミ・トルムと彼の7人の息子たちは金と銀の家に住む。